# Wintonopus
Wintonopus (лат.) — ихнород травоядных орнитоподовых динозавров из мела Австралии. Типовой и единственный ихновид Wintonopus latomorum назван и описан Thulborn и Wade в 1984 году.

## История исследования
Голотип QMF10319, представляющий собой след правой стопы, и дополнительный материал обнаружен в формации Winton, датированной поздним альбом — сеноманом (около 105—94 млн лет назад), провинция Квинсленд, Австралия. Имеется также материал в слоях, датированных берриасом — барремом (около 145—125 млн лет назад), провинция Западная Австралия. Дополнительные образцы: QM F10320 — след левой стопы, находящийся на той же плите, что и голотип, но оставленный маленькой особью; QM F10322 — копии из стеклопластика различных следов и дорожек; QM F10330 (голотип Skartopus) — след левой стопы. QM F10321 — множественные экземпляры.

## Описание
Пересмотренный Romilio и коллегами в 2013 году диагноз: маленькие-средние по размеру (меньше 0,3 м), трёхпалые, мезаксонического типа отпечатки стоп, ширина которых больше длины. Отпечатки пальцев краниально направлены и короткие в длину; третий палец самый длинный, а четвёртый палец равный по длине или длиннее второго пальца. Проксимальный край следа более вогнут проксимомедиально, чем проксимолатерально, проксимальный край отпечатка четвёртого пальца расположен проксимальнее отпечатка второго пальца. Отпечатки второго и четвёртого пальцев тянутся в проксимальном направлении дальше, чем отпечаток третьего пальца. Отпечаток пятки отсутствует, а отпечатки когтей, если присутствуют, заострённые и круглые.